# Bunaea nyctalops
Bunaea nyctalops är en fjärilsart som beskrevs av Hans Daniel Johan Wallengren 1860. Bunaea nyctalops ingår i släktet Bunaea och familjen påfågelsspinnare. Inga underarter finns listade i Catalogue of Life.